# 羅弗鎮區 (阿肯色州耶爾縣)
羅弗鎮區（英語：Rover Township）是位於美國阿肯色州耶爾縣的一個行政鎮區。

## 地方資料
羅弗鎮區的面積為46.16平方千米，當中陸地面積為45.90平方千米，而水域面積為0.26平方千米。根據2010年美國人口普查的數據，當地共有人口286人，而人口密度為每平方千米6.2人。